# Rouvray-Sainte-Croix
Rouvray-Sainte-Croix är en kommun i departementet Loiret i regionen Centre-Val de Loire strax norr Frankrikes mitt. Kommunen ligger i kantonen Patay som tillhör arrondissementet Orléans. År 2022 hade Rouvray-Sainte-Croix 136 invånare.

## Befolkningsutveckling
Antalet invånare i kommunen Rouvray-Sainte-Croix
| Referens: INSEE |